# Rubicon (département)
Pour les articles homonymes, voir Rubicon (homonymie).
Le Rubicon, en italien Rubicone, était un ancien département de la république cisalpine, de la république italienne, puis du royaume d'Italie de 1797 à 1815. Il a été nommé d'après la rivière Rubicon, et avait pour chef-lieu Forlì.

## Histoire
Le département fut créé le 5 novembre 1797 lors de la réorganisation territoriale de la république cisalpine : il fut formé par la partie méridionale de l'ancien département cispadan du Savio, la région de Pesaro et le Montefeltro, tous deux détachés des États pontificaux.
Quand la république cisalpine fut recréée en 1800, le département ne comprend plus Pesaro et le Montefeltro, retournés au pape en 1801 après une période d'occupation autrichienne.
Ce département est éphèrement recréé entre avril et mai 1815 lors de la reconquête des régions méridionales et centrales du royaume d'Italie par Joachim Murat.